# Aules obertes
Les Aules obertes són entorns escolars oberts (no grups diferenciats) per a alumnes de segon cicle de l'ESO que presenten mancances significatives en els aprenentatges i sovint també que presenten problemes d'adaptació als entorns escolars ordinaris. Es tracta d'un recurs més dels que disposen els Instituts d'Educació Secundària per fer front l'atenció a la diversitat dels seus alumnes. Segurament es tracta del recurs que modifica d'una manera més significativa el currículum i la darrera mesura que podem aplicar a aquells alumnes que no s'adapten a l'entorn escolar.
Hi prevalen plantejaments més globals i activitats més pràctiques i funcionals a fi de mantenir la motivació de l'alumnat per assolir les competències bàsiques i així obtenir el Graduat en Educació Secundària Obligatòria.
Les línies prioritàries de les Aules obertes es desenvolupen en tres tipus d'activitats:
- Formació bàsica: per organitzar de manera més globalitzada els aprenentatges bàsics de diferents àrees utilitzar les TIC com a eina fonamental d'aprenentatge.
- Formació pràctica: per realitzar activitats manipulatives relacionades amb la tecnologia, activitat tipus taller, estades en empresa, tastets d'oficis,...
- Desenvolupament personal: per realitzar dinàmica de grups, habilitats socials, orientació escolar, orientació laboral…

Pel seu caràcter obert, l'alumnat que participa en les Aules Obertes també ha de participar en un o diferents tipus d'activitats segons les seves necessitats, de les que el centre fa amb caràcter general per tots els alumnes. En tots els casos, doncs, l'alumnat ha de compartir activitats amb el grup classe ordinari.
L'organització de les Aules Obertes als instituts de secundària depenen en darrer instància de cada institut, que si bé s'han d'ajustar a allò que la normativa d'inici de curs prescriu, és l'encarregat de concretar el seu propi model. De fet, les diferències entre diferents instituts que treballem amb aula oberta són molt significatives.
En l'organització de les aules obertes, cal prioritzar els criteris següents
- Compartir les activitats a l'aula específica amb activitats amb el grup classe ordinari.
- Organitzar de manera globalitzada els aprenentatges bàsics i fonamentals de diverses àrees amb una metodologia més pràctica i activitats més funcionals i manipuladores.
- Reduir el nombre de professors impartint un mateix professor, de manera interdisciplinària, continguts de més d'una àrea.
- Utilitzar les TIC com a eina d'aprenentatge en totes les àrees.
- Fomentar el treball cooperatiu.
- Reforçar l'atenció personalitzada per potenciar l'autoestima i proporcionar orientació escolar i laboral.

Els objectius que cal assolir amb aquesta organització són, fonamentalment:
- Desenvolupar les competències bàsiques: comprensió i expressió oral i escrita, agilitat en el càlcul i la resolució de problemes, coneixements essencials dels àmbits social i científic i autonomia en el treball escolar.
- Establir relacions personals positives, procurant incrementar el nivell d'autoestima, la motivació pels aprenentatges i les expectatives de futur de l'alumnat.
- Sentir el centre com un espai propi i acollidor en el qual tenen un lloc, poden fer aportacions i demostrar les pròpies habilitats de maneres diverses.
- Desenvolupar habilitats per a la inserció escolar, social i laboral.
- Assolir els aprenentatges necessaris per obtenir el Graduat en Educació Secundària Obligatòria.

Pel que fa a la metodologia, s'ha de donar prioritat als aspectes següents:
- Treball global de continguts de diferents àrees.
- Diversificació d'estratègies d'aprenentatge: explicacions, treballs pràctics, recerca d'informació, projectes individuals i de grup…
- Diversificació de materials i suports: documents escrits, audiovisuals, informàtics…
- Diversificació d'activitats d'aprenentatge per a l'adquisició d'un mateix contingut i diversificació de continguts per a un mateix objectiu.
- Incorporació de les TIC com a eina ordinària de treball en les diferents àrees.
- Combinació del treball individual per atendre necessitats individualitzades amb treball en equip per potenciar hàbits de socialització.
- Seguiment sistemàtic de l'activitat de l'alumne o l'alumna i valoració personalitzada del desenvolupament d'aquesta activitat.
- Diversificació de les activitats i instruments d'avaluació:exercicis autocorrectius, correcció individual, correcció col·lectiva, coavaluació entre els alumnes, exposicions individuals i col·lectives, proves…